# Kukkunni
Kukkunni est un roi supposé de Wilusa (Troie) ayant régné vers la fin du XIVe et le début du XIIIe siècle av. J.-C.
Son existence est attestée par un traité entre son successeur, Alaksandu, et le roi Hittite Muwatalli II. Le traité fait notamment état des relations amicales qu'il a pu nouer avec le grand-père de Muwatalli II, Suppiluliuma Ier.
La mythologie grecque ne fait état d'aucun nom de roi troyen qui pourrait lui être associé, mais il est souvent vrai que les chronologies royales sont approximatives dans les mythes. Considérer Kukkunni comme un roi historique remettrait en cause une chronologie troyenne très courte ; rien ne confirme qu'il s'agisse d'un roi. Kukkunni peut faire écho au grec Κύκνος / Kúknos qui signifie le cygne et qui est le nom mythologique de quelques personnages, notamment de Cycnos, fils de Poséidon, roi mythologique du royaume au sud de Troie, qui perd la vie au début de la guerre de Troie. Kukkunbi pourrait figurer également un titre local dont les Grecs auraient gardé mémoire en l'associant à leur mot cygne.